# خلفية كونية لموجة جاذبية
الخلفية الكونية لموجة الجاذبية عبارة عن أثر التضخم الكوني الذي يمكن قياسه مباشرة أو بصورة غير مباشرة عن طريق فحص تبلور إشعاع الخلفية الميكروني الكوني. وهذا نتيجة لثلاثة أشياء: التوسع التضخمي للفضاء ذاته، وإعادة التسخين بعد التضخم والسائل الهائج المكون من المادة والإشعاع.